# Hans-Peter Lehnhoff
Hans-Peter Lehnhoff (ur. 12 lipca 1963 w Mariadorf, Alsdorf, Nadrenia Północna-Westfalia) – niemiecki piłkarz, występujący na pozycji pomocnika.
Lehnhoff grał najczęściej na prawej pomocy. W latach osiemdziesiątych ginął w tłumie, dziesiątek podobnych do niego, niczym niewyróżniających się piłkarzy. Bardzo dobre, natomiast, recenzje zbierał w słabszej w stosunku do Bundesligi lidze belgijskiej.
Na piłkarską emeryturę wrócił do Niemiec i ku zaskoczeniu wszystkich, świetnie spisywał się w silnym klubie z Leverkusen. Nigdy jednak nie wybił się na tyle by zagrać w reprezentacji Niemiec. W młodości zaliczył tylko dwa mecze w kadrze olimpijskiej.
Aktualnie jest jednym z działaczy Bayeru Leverkusen.
Sukcesy:
- Wicemistrzostwo Bundesligi: 1997 1999
- Finał Pucharu Uefa: 1986
- Puchar Belgii: 1992
- Finał Pucharu Zdobywców Pucharów: 1993